# Robert Moody

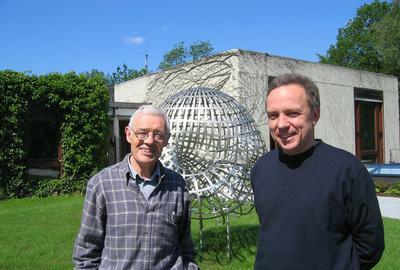
Robert Moody (links) en Michael Baake in 2007.

Robert Vaughan Moody OC, FRSC (28 november 1941) is een Canadees wiskundige. Hij is de medeontdekker van de Kac-Moody-algebra, een Lie-algebra, meestal een oneindig-dimensionale, die door middel van een algemeen wortelsysteem kan worden gedefinieerd.
Geboren te Groot-Brittannië behaalde hij in 1962 een Bachelor of Arts aan de Universiteit van Saskatchewan, in 1964 een Master of Arts in de wiskunde en in 1966 een Ph.D. in de wiskunde van de Universiteit van Toronto. Maria Wonenburger was daar zijn promotor.
In 1966 trad hij als universitair docent toe tot de staf van de universiteit van Saskatchewan. In 1970 werd hij benoemd tot geassocieerd  professor en in 1976 tot gewoon professor. In 1989 trad hij als hoogleraar wiskunde in dienst van de Universiteit van Alberta.
In 1980 en in 1999 werd hij respectievelijk tot Fellow van de Royal Society of Canada en tot Officier in de Orde van Canada benoemd.